# مغنولية صغيرة
ماغنوليا صغيرة (الاسم العلمي: Magnolia nana) هي نوع من النباتات تتبع جنس الماغنوليا من الفصيلة الماغنولية.